# Петрулевич Олександр Миколайович
Олександр Миколайович Петрулевич — генерал-майор Служби безпеки України, колишній начальник управлінь СБУ в Донецькій та Луганській областях. Відомий передусім через критику в його сторону за здачу Луганського відділу СБУ, де знаходилась зброя, яку потім використали проросійські бойовики.

## Життєпис
2012 року був звільнений з посади начальника Департаменту оперативного документування Служби безпеки України.

### Російсько-українська війна
Після початку російської агресії проти України, навесні 2014 року Петрулевича було призначено керівником СБУ в Луганській області.
5 квітня 2014 року Луганське СБУ затримало російських колабораціоністів, що готувалися до початку збройної боротьби — Олексія Карякіна та Олексія Рельке. Карякін — власник зброярського магазину в Стаханові, куди з Росії було доставлено порядка 300 одиниць автоматів Калашникова, Рельке — командир «армії південного сходу». Вилучену зброю було закрито у зброярській кімнаті в Луганському СБУ.
6 квітня 2014 року під Луганським СБУ відбувся мітинг проросійських сил. Будівлю охороняло 70 міліціонерів, які стояли перед входом, вишикувавшись у три шеренги. Штурм здійснювали дві групи бойовиків — одна група в камуфляжі і військових беретах, інша — тітушки в аптечних масках. Після перших зіткнень, міліціонери відійшли і впустили бойовиків до будівлі, де вони заволоділи вилученою напередодні зброєю. Петрулевич звинуватив начальника обласного УМВС Володимира Гуславського в тому, що той відправив дуже мало правоохоронців. За оцінкою журналіста Валентина Торби, для оборони будівлі не було зроблено практично нічого — правоохоронці не барикадувалися всередині, була відсутня «Альфа».

## Звання
- генерал-майор (2005)[3]

### Інтерв'ю
- Петрулевич: Нинішній заступник голови СБУ Луганщини просив не переслідувати ватажка «ЛНР» // depo.ua, 8 червня 2017
- Негласний співробітник СБУ просив Путіна ввести війська в Україну — екс-голова луганської СБУ Петрулевич // gordonua.com, 7 червня 2017
- Екс-голова луганської СБУ Петрулевич: Екс-губернатор Луганської області Болотських, занесений до бази сепаратистів «Миротворець» і найкращий кореш Шойгу, живе в Києві // gordonua.com, 14 липня 2017
- Петрулевич: До бюджету Росії на наступний рік не закладено грошей на утримання «ЛДНР» // gordonua.com, 12 серпня 2017
- Як три роки тому штурмували СБУ в Луганську // 112.ua, 26 березня 2017

### Відео
- Петрулевич щодо затримання диверсантів у Луганську // 20 березня 2014
- Петрулевич Олександр Миколайович // відео 2014
- інтерв'ю Петрулевича О. М. Гордону М.